# 永井清彦
永井 清彦（ながい きよひこ、1935年6月19日 - 2017年7月14日）は、日本のジャーナリスト、国際政治学者。

## 略歴
東京府東京市牛込区（現東京都新宿区）出身。1958年東京大学文学部独文科卒、朝日新聞に入り、ドイチェ・ヴェレ、ザ・タイムズ記者ののち、桃山学院大学教授、玉川大学教授、1996年共立女子大学国際文化学部教授を務めた。

## 著書
- 『西ドイツ』三一書房(三一新書)1971
- 『時事経済ドイツ語』第三書房 1977
- 『緑の党』1983 講談社現代新書
- 『現代史ベルリン』1984 朝日選書
- 『ジャーナリズムのドイツ語』第三書房 1986
- 『キーワードでよむドイツ統一』1990 岩波ブックレット
- 『ヴァイツゼッカー演説の精神 過去を心に刻む』岩波書店 1991
- 『国境をこえるドイツ その過去・現在・未来』1992 (講談社現代新書)

### 共編著
- 『われわれの望むもの 西ドイツ社会民主党の新綱領』編著 現代の理論社 1990
- 『社会主義の20世紀 NHKスペシャル 第1巻 守護の壁・恥辱の壁(東ドイツ),反革命か民衆蜂起か(ハンガリー) 』南塚信吾共著 日本放送出版協会 1990
- 『ドイツ現代史を演説で読む』関口宏道共編著 白水社 1994

### 翻訳
- ローベルト・ハーヴェマン『二つの時代の証言』河出書房新社 1971
- R.バーロ『社会主義の新たな展望』全2巻 村山高康共訳 岩波書店(岩波現代選書) 1980
- リヒャルト・フォン・ヴァイツゼッカー『荒れ野の40年 ヴァイツゼッカー大統領演説全文 1985年5月8日』1986 (岩波ブックレット)
- タデウス・シマンスキ『恐怖のアウシュヴィッツ 生き証人は語る』編 1987 (岩波ブックレット)
- ヘルムート・シュミット『シュミット外交回想録』萩谷順,内野隆司,片岡哲史共訳 岩波書店 1989
- ラルフ・ジョルダーノ『第二の罪 ドイツ人であることの重荷』片岡哲史,中島俊哉共訳 白水社 1990
- ペーター・ベンダー『ドイツの選択 分断から統一へ』片岡哲史共訳 小学館 1990
- H.シュミット『ドイツ人と隣人たち 続シュミット外交回想録』三輪晴啓,片岡哲史, 内野隆司共訳 岩波書店 1991
- ヴァイツゼッカー『歴史の終りか幕あけか ドイツ大統領大いに語る』岩波書店 1993
- 『ヴァイツゼッカー大統領演説集』編訳 岩波書店 1995
- 『歴史に目を閉ざすな ヴァイツゼッカー日本講演録』中日新聞社編 岩波書店 1996
- 『ヴァイツゼッカー回想録』岩波書店 1998
- リチャード・オウヴァリー『ヒトラーと第三帝国』監訳,秀岡尚子, 牧人舎訳 河出書房新社 (地図で読む世界の歴史)2000
- 『言葉の力 ヴァイツゼッカー演説集』編訳 2009 (岩波現代文庫)
- 『ヴァイツゼッカー ドイツ統一への道』岩波書店 2010

## 論文
- ＜永井清彦